# Alessandro Bianchi (calciatore 1989)
Alessandro Bianchi (19 luglio 1989) è un calciatore sammarinese, attaccante svincolato.

## Carriera

### Nazionale
Debutta in nazionale maggiore il 14 agosto 2012 in occasione dell'amichevole contro Malta; entra ad inizio secondo tempo al posto di Enrico Cibelli.